# Heads Will Roll
«Heads Will Roll» —en español: «Rodarán cabezas»— es el segundo sencillo de la banda estadounidense de rock: Yeah Yeah Yeahs de su tercer álbum de estudio It's Blitz!. Fue lanzado en el Reino Unido el 29 de junio de 2009 en formato CD y 7".

## Videoclip
El video musical de "Heads Will Roll" fue dirigido por Richard Ayoade. El video muestra a la banda tocando en un -supuestamente- lugar bajo la tierra cuando un hombre lobo (haciendo referencia a Michael Jackson) aparece bailando en el escenario. Una luz parpadea en la mitad del video, y el hombre lobo se transforma. Posteriormente empieza a perseguir a la audiencia y mata a la mayoría de ellos. El video termina mostrando a la banda luego de haber sido asesinados, mientras que Karen O sigue cantando, pero decapitada. El videoclip contiene algunas "burlas" del terror, generalmente, en lugar de sangre, hay confetti y escarcha y Karen O canta con su cabeza separada de su cuerpo.
En el Reino Unido, hay dos versiones diferentes de este video, la segunda versión muestra lo mismo que la primera versión del video, solamente que muestra el confetti caer sobre la banda.
Fue nominado para un VMA por "Breakthrough Video".

## En la prensa
En el otoño del 2009, MTV usó el tema para promocionar dos de sus programas, The City y The Hills. Ambos anuncios muestran a los actores principales del reparto de cada show de pie en una habitación blanca y posando delante de una luz, y se muestran los carteles publicitarios en el coro de la canción.

## Listado de canciones
CD, 7"
1. "Heads Will Roll" – 3:44
2. "Heads Will Roll" (Passion Pit Remix) – 4:39

Digital Remix EP
1. "Heads Will Roll" (Passion Pit Remix) – 4:37
2. "Heads Will Roll" (Tommie Sunshine Remix) – 5:22
3. "Heads Will Roll" (Little Vampie Remix) – 4:47
4. "Heads Will Roll" (James Iha Remix)

Descarga digital (A-Trak Remixes)
1. "Heads Will Roll" (A-Trak Remix) – 6:23
2. "Heads Will Roll" (A-Trak Dub Mix) – 6:21
3. "Heads Will Roll" (A-Trak Radio Edit) – 3:23

## Posicionamiento en listas
| Lista (2009-12)                 | Mejor posición |
| ------------------------------- | -------------- |
| Bélgica (Flandes) (Ultratop 50) | 1              |
| Bélgica (Valonia) (Ultratop 50) | 7              |
| Francia (SNEP)                  | 45             |
| Irlanda (IRMA)                  | 70             |
| Reino Unido (UK Singles Chart)  | 89             |